# Trinidad James
Nicholaus Joseph Williams (Puerto España, 24 de septiembre de 1987), más conocido por su nombre artístico Trinidad James, es un rapero estadounidense de ascendencia trinitense. En 2012 firmó un contrato discográfico con Def Jam Recordings y dos años después anunció su salida del sello, aunque continuó publicando sencillos y mixtapes con otras discográficas.

## Biografía

### Primeros años
Nicholaus Williams nació en Puerto España, Trinidad y Tobago. En su niñez, se estableció con su familia en el Bronx, Nueva York. Cuando se encontraba en octavo grado se mudó a Atlanta, donde comenzó a jugar baloncesto. Comenzó a rapear en noviembre de 2011 y ha mencionado a Jay-Z, Cam'ron, T.I. y Young Jeezy como sus principales influencias.

### Carrera
En 2012 lanzó su sencillo debut oficial, titulado "All Gold Everything", que se situó en el top 40 de la lista Billboard Hot 100. La canción fue tomada de su mixtape Don't Be S.A.F.E. (Sensitive As Fuck Everyday), publicado el 31 de julio de 2012, y oficialmente relanzada con un video musical el 16 de octubre de 2012. El 13 de diciembre del mismo año se anunció que James había firmado un contrato con Def Jam Records por aproximadamente dos millones de dólares. En enero, Def Jam relanzó Don't Be S.A.F.E para iTunes, que incluía la mezcla de "All Gold Everything" con 2 Chainz, T.I. y Young Jeezy.
El 6 de agosto de 2013 anunció que lanzaría su segundo mixtape, titulado 10 PC Mild. Después de algunos meses sin publicar música nueva, anunció su salida de Def Jam el 1 de agosto de 2014. En abril de 2016 estrenó el sencillo "Just a Lil' Thick (She Juicy)" con Mystikal y Lil Dicky. El 31 de diciembre de ese año publicó un nuevo mixtape titulado "The Wake Up 2" en servicios de streaming como Spotify y en otros sitios web.
El 9 de junio de 2018, James lanzó un sencillo titulado "M.M.M. (Marilyn Maryland Marilyn)" en los servicios de streaming. Su video musical, dirigido por Mike Marasco, fue incluido en la plataforma YouTube el mismo día. Un año después apareció en la película Diamantes en bruto, compartiendo reparto con Adam Sandler y Julia Fox. En el set de grabación de la película conoció a la modelo y cantante argentina Mery Racauchi, con la que grabó el sencillo «Cookies and Cream», en el que también participó la cantante Lily Halpern.

## Discografía

### Mixtapes
| Título                                                     | Detalles                                                                            | Posición en las listas | Posición en las listas | Posición en las listas |
| Título                                                     | Detalles                                                                            | EE. UU.                | EE. UU. R&B/HH         | EE. UU. Rap            |
| ---------------------------------------------------------- | ----------------------------------------------------------------------------------- | ---------------------- | ---------------------- | ---------------------- |
| Don't Be S.A.F.E.                                          | - Lanzamiento: 16 de octubre de 2012 - Discográfica: Gold Gang - Formato: Digital   | 103                    | 23                     | 13                     |
| 10 PC Mild                                                 | - Lanzamiento: 13 de agosto de 2013 - Discográfica: Gold Gang - Formato: Digital    | —                      | —                      | —                      |
| The Wake Up EP                                             | - Lanzamiento: 3 de enero de 2015 - Discográfica: Gold Gang - Formato: Digital      | —                      | —                      | —                      |
| No One Is Safe                                             | - Lanzamiento: 20 de enero de 2015 - Discográfica: Gold Gang - Formato: Digital     | —                      | —                      | —                      |
| Trips to Trinidad EP                                       | - Lanzamiento: 18 de abril de 2015 - Discográfica: Gold Gang - Formato: Digital     | —                      | —                      | —                      |
| Trappy Mother's Day EP                                     | - Lanzamiento: 8 de mayo de 2016 - Discográfica: Gold Gang - Formato: Digital       | —                      | —                      | —                      |
| The Wake Up 2                                              | - Lanzamiento: 31 de diciembre de 2016 - Discográfica: Gold Gang - Formato: Digital | —                      | —                      | —                      |
| Father FiGGa                                               | - Lanzamiento: 28 de julio de 2017 - Discográfica: Gold Gang - Formato: Digital     | —                      | —                      | —                      |
| Daddy Issues                                               | - Lanzamiento: 31 de octubre de 2018 - Discográfica: Gold Gang - Formato: Digital   | —                      | —                      | —                      |
| Black Filter                                               | - Lanzamiento: 14 de agosto de 2020 - Discográfica: Gold Gang - Formato: Digital    | —                      | —                      | —                      |
| "—" denota que no ingresó en las listas en ese territorio. |                                                                                     |                        |                        |                        |